# Badulaque
Badulaque (del mozárabe berdiláqaš 'verdolaga', y este del latín portulāca) puede hacer referencia a:
- un badulaque, una persona tonta, con necedad;
- nombre alternativo para la chanfaina de carnes;
- El Badulaque (Kwik-E-Mart en inglés), en la traducción española de Los Simpsons, nombre para la tienda de Apu Nahasapeemapetilon.

- Datos: Q109310872